# Selegas
Selegas (sardisk: Sèligas) er en by og en kommune (comune) i provinsen Sud Sardegna i regionen Sardinien i Italien. Byen ligger i 234 meters højde og har 1.364 indbyggere (2016). Kommunen har et areal på 20,39 km² og grænser til kommunerne Gesico, Guamaggiore, Ortacesus, Senorbì og Suelli.